# Atiquizaya
Atiquizaya – miasto w Salwadorze, w departamencie Ahuachapán.